# Icosaèdre rhombique
| Icosaèdre rhombique | Icosaèdre rhombique                           |
| ------------------- | --------------------------------------------- |
|                     |                                               |
| Type                | Zonoèdre                                      |
| Faces               | 20 losanges                                   |
| Arêtes              | 40                                            |
| Sommets             | 22                                            |
| Faces par sommet    | 3, 4 ou 5                                     |
| Polyèdre dual       | Gyrobicoupole décagonale à faces irrégulières |
| Groupe de symétrie  | D5d, [2+,10], (2*5)                           |
| Propriétés          | convexe, zonoèdre                             |

En géométrie, un icosaèdre rhombique est un polyèdre convexe à 20 faces rhombiques (en forme de losange) identiques.
Approchant la forme d'un ellipsoïde aplati, l’icosaèdre rhombique est un zonoèdre.
On peut l’obtenir à partir du triacontaèdre rhombique en contractant une « ceinture » de dix faces.

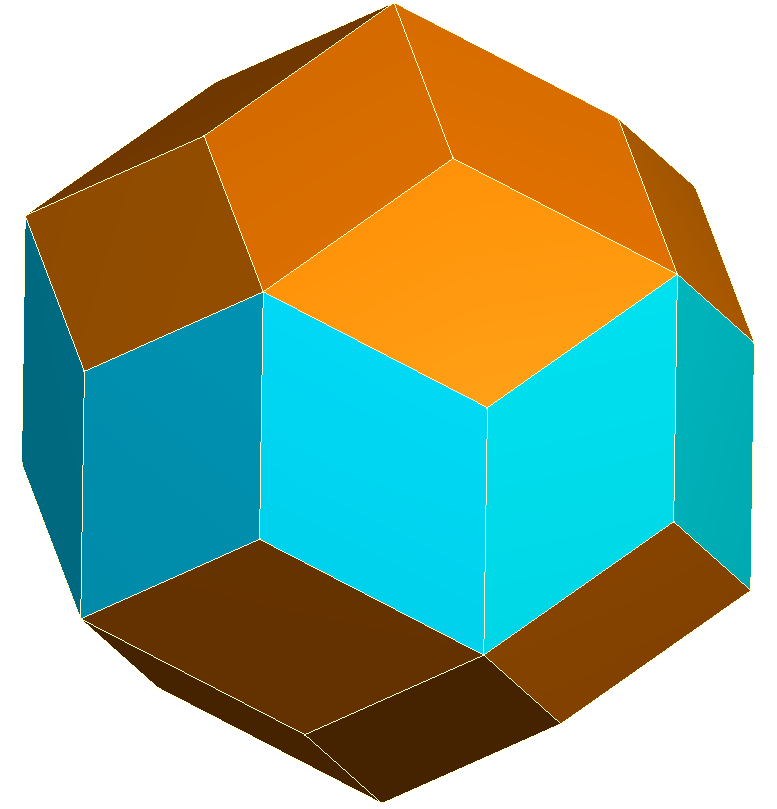
Un triacontaèdre rhombique vu comme un icosaèdre rhombique allongé.

Ses faces sont 20 losanges identiques, réunis par 3, 4 ou 5 autour de chaque sommet. 10 faces se répartissent autour de l’axe de symétrie ; 10 autres faces suivent l’équateur.

Bien que toutes ses faces soient identiques, l’icosaèdre rhombique n’est pas isoédrique. En effet, on peut distinguer une face proche de l’équateur d’une face entourant un pôle par leurs figures de sommets.

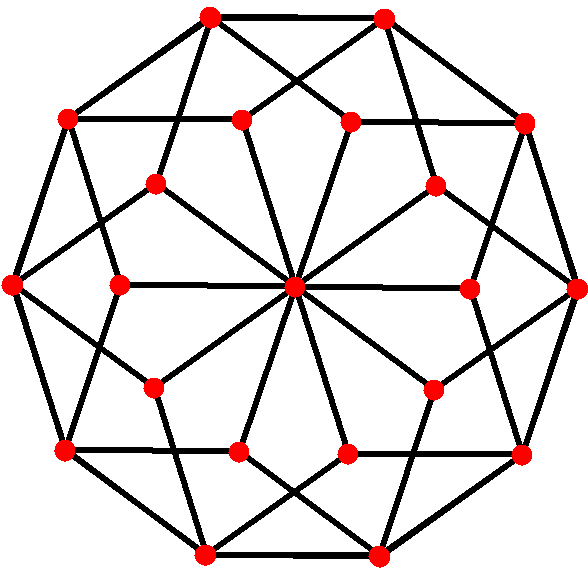
La projection orthogonale de l’icosaèdre rhombique présente la même symétrie d’ordre 5 que celle du triacontaèdre rhombique.

Son groupe de symétrie est D5d, [2+,10], (2*5), groupe d’ordre 20.
L’icosaèdre rhombique est l’enveloppe convexe de la projection « sommets d’abord » d’un 5-hypercube dans l’espace tridimensionnel. On obtient de la même manière un dodécaèdre rhombique à partir d’un 4-hypercube et un triacontaèdre rhombique à partir d’un 6-hypercube. On peut le paver par 10 parallélépipèdes, de 10 façons . 